# I. Ferenc liechtensteini herceg
I. Ferenc (teljes nevén: Franz de Paula Maria Karl August von und zu Liechtenstein; Bécs, 1853. augusztus 28.  – Valtice, 1938. július 25.) Liechtenstein hercege 1929 és 1938 között.

## Élete
II. Alajos liechtensteini herceg és felesége, Franziska Kinsky von Wchinitz und Tettau tizenegyedik és legfiatalabb gyermekeként született. A bécsi és prágai egyetemeken tanult jogot, utána pedig előbb katonai, majd diplomáciai pályát választott. 1878 és 1879 között az Osztrák–Magyar Monarchia brüsszeli követségén volt attasé, majd egy darabig bátyját, II. János herceget segítette a Liechtensteini hercegség igazgatásában. 
1894-1898 között ő volt a Monarchia szentpétervári nagykövete és ezalatt szívélyes kapcsolatokat alakított ki II. Miklós cárral. Az osztrák-orosz viszony hűvösebbé válásával felmondott és a tudományoknak és művészeteknek szentelte idejét. Egész orosz könyvtárak felvásárlásával 1907-ben létrehozta a Bécsi Egyetemen a Kelet-európai Történeti Intézetet. 1905-1912 között ő felügyelte a vaduzi várkastély felújítását.
Sok időt töltött a Liechtensteini hercegségben és jó kapcsolatban állt a lakosokkal. 1914-ben a Bécsi Tudományos Akadémia tiszteletbeli tagjává választotta, 1917-ben pedig felvették az Aranygyapjas rendbe, ő volt a rend 1204. lovagja.
Gyermektelen bátyja 1929-es halála után Ferenc örökölte a hercegséget, valamint a család morvaországi és sziléziai birtokait. Folytatta elődje gazdasági reformjait. 1937-ben megalapította a Liechtensteini Hercegi Érdemrendet és a Liechtensteini Hercegi Érdemjelet. Mivel gyermeke neki sem született, 1938-ban rossz egészségére való hivatkozással kinevezte Alois unokaöccse fiát, Franz Josefet a hercegség régensévé. Nem hivatalos indoka az volt, hogy nem akart ő lenni az uralkodó, amikor a náci Németország megszállja országát.
I. Ferenc 1938. július 25-én halt meg valticei kastélyában, 84 éves korában.

## Családja
I. Ferenc 1929-ben feleségül vette egy morvaországi gazdag zsidó üzletember özvegy lányát, Elisabeth von Gutmannt. Mivel ő ekkor már 75, felesége pedig 54 éves volt, gyermekük nem született.

## Fordítás
- Ez a szócikk részben vagy egészben  a   Franz I. (Liechtenstein) című német Wikipédia-szócikk ezen változatának fordításán alapul.  Az eredeti cikk szerkesztőit annak laptörténete sorolja fel. Ez a jelzés csupán a megfogalmazás eredetét és a szerzői jogokat jelzi, nem szolgál a cikkben szereplő információk forrásmegjelöléseként.

| Előző uralkodó: II. János | Liechtenstein hercege 1929 - 1938 | Következő uralkodó: II. Ferenc József |